# Santa Ana (Kolumbia)
Santa Ana – miasto w Kolumbii, w departamencie Magdalena.